# キャリック伯爵 (スコットランド貴族)
キャリック伯爵（キャリックはくしゃく、Earl of Carrick）は、スコットランド王国、のちイギリス（連合王国）の伯爵位。

## 歴史
キャリックはスコットランド南西部の土地である。
13世紀末のダンケルド朝断絶後から14世紀初頭にかけて、スコットランド王国は国王不在の時代を過ごしたが、イングランド王エドワード1世の遠征軍との戦いは前王朝の遠縁にあたるロバート・ブルースらの指揮の下で戦われた。1306年、ロバートはスコットランド王に即位してブルース朝を開くが、ロバートは即位前に母マージョリー (en) からキャリック伯爵を相続しており、即位をもって国王と伯爵の家系が統合されたことになる。
当初は伯爵位は常設ではなく、国王の近親の男性王族がその都度任命され、その即位や死去と共に国王領に戻る、という状態であった。伯爵位が王統とともにステュアート家に移って以降も同様であったが、ジェームズ3世の即位後は、国王の長子が相続する慣習ができた。イングランドとの同君連合成立後もこの慣習は続き、現在に至る。

## キャリック伯爵一覧
| 代数 | 受爵者                                           | 画像 | 受爵期間        | 備考                                                   |
| ---- | ------------------------------------------------ | ---- | --------------- | ------------------------------------------------------ |
| 1    | ダンカン (en)                                    |      | 1186年 - 1250年 |                                                        |
| 2    | ニール (en)                                      |      | 1250年 - 1256年 | 先代の長男。                                           |
| 3    | マージョリー (en)                                |      | 1256年 - 1292年 | 先代の長女。                                           |
| 4    | ロバート・ブルース                               |      | 1292年 - 1314年 | 先代の長男。 1306年よりスコットランド王ロバート1世。   |
| 5    | エドワード・ブルース                             |      | 1314年 - 1318年 | 先代の弟。 1315年よりアイルランド上王。                |
| 6    | デイヴィッド・ブルース                           |      | 1328年 - 1330年 | 先代の甥。 のちスコットランド王デイヴィッド2世。       |
| 7    | アレグザンダー・ブルース (en)                    |      | 1330年 - 1333年 | 5代目の息子。                                          |
| 8    | ジョン・ステュアート                             |      | 1368年 - 1390年 | のちスコットランド王ロバート3世。                      |
| 9    | デイヴィッド・ステュアート (en)                  |      | 1390年 - 1402年 | 先代の長男。                                           |
| 10   | ジェームズ・ステュアート                         |      | 1404年 - 1437年 | 先代の弟。 1406年よりスコットランド王ジェームズ1世。   |
| 11   | ジェームズ・ステュアート                         |      | 1473年 - 1488年 | 先代の曾孫。 のちスコットランド王ジェームズ4世。       |
| 12   | ジェームズ・ステュアート (en)                    |      | 1507年 - 1508年 | 先代の長男。                                           |
| 13   | アーサー・ステュアート (en)                      |      | 1509年 - 1510年 | 先代の弟。                                             |
| 14   | ジェームズ・ステュアート                         |      | 1512年 - 1513年 | 先代の弟。 のちスコットランド王ジェームズ5世。         |
| 15   | ジェームズ・ステュアート (en)                    |      | 1540年 - 1541年 | 先代の長男。                                           |
| 16   | ジェームズ・ステュアート                         |      | 1566年 - 1567年 | 先代の甥。 のちスコットランド王ジェームズ6世。         |
| 17   | ヘンリー・フレデリック・ステュアート             |      | 1594年 - 1612年 | 先代の長男。                                           |
| 18   | チャールズ・ステュアート                         |      | 1612年 - 1625年 | 先代の弟。 のちスコットランド王チャールズ1世。         |
| 19   | チャールズ・ステュアート                         |      | 1629年          | 先代の長男。                                           |
| 20   | チャールズ・ステュアート                         |      | 1630年 - 1649年 | 先代の弟。 のちスコットランド王チャールズ2世。         |
| 21   | ジェームズ・フランシス・エドワード・ステュアート |      | 1688年 - 1702年 | 先代の甥。                                             |
| 22   | ジョージ                                         |      | 1714年 - 1727年 | 18代目の姉の曾孫。 のちグレートブリテン王ジョージ2世。 |
| 23   | フレデリック                                     |      | 1727年 - 1751年 | 先代の長男。                                           |
| 24   | ジョージ                                         |      | 1762年 - 1780年 | 先代の孫。 のち連合王国国王ジョージ4世。               |
| 25   | エドワード                                       |      | 1841年 - 1901年 | 先代の弟の孫。 のち連合王国国王エドワード7世。         |
| 26   | エドワード                                       |      | 1901年 - 1910年 | 先代の次男。 のち連合王国国王ジョージ5世               |
| 27   | エドワード                                       |      | 1910年 - 1936年 | 先代の長男。 のち連合王国国王エドワード8世。           |
| 28   | チャールズ                                       |      | 1948年 - 2022年 | 先代の弟の孫。 のち連合王国国王チャールズ3世           |
| 29   | ウィリアム                                       |      | 2022年 -        | 先代の長男。                                           |

## もうひとつのキャリック伯爵
上述の系統とは別に、1628年、チャールズ1世がキャリック伯爵位を創設し、ジョン・ステュアート (en) に叙爵された。彼はすでに、1607年にスコットランド貴族としてKincleven卿（Lord）になっている。ジョンは、スコットランド王ジェームズ5世の庶子である初代オークニー伯ロバート・ステュアートの三男であり、つまり、チャールズ1世の叔従父にあたる。

この爵位は、王位継承者が保持するエアシャー地方のキャリック伯爵領と競合しないよう考えられ、オークニー諸島のエディ島を所領とした。

ジョンは、初代ノッティンガム伯チャールズ・ハワードの娘で、Sir Robert Southwellの未亡人エリザベスと結婚し、娘マーガレットを儲けた。彼にはほかに息子ヘンリーと娘1人がいたことが知られている。しかし、ジョンには嫡出の男子がなかったため、彼の死によってこのキャリック伯爵位は一代限りで断絶した。